# Soussey-sur-Brionne
Soussey-sur-Brionne ist eine französische Gemeinde mit 158 Einwohnern (Stand 1. Januar 2022) im Département Côte-d’Or in der Region Bourgogne-Franche-Comté. Sie gehört zum Kanton Semur-en-Auxois und zum Arrondissement Montbard.
Sie wird vom Flüsschen Brionne durchquert, einem Nebenfluss des Armançon.
Nachbargemeinden sind Beurizot im Norden, Boussey im Nordosten, Uncey-le-Franc und Grosbois-en-Montagne im Osten, Martrois im Süden, Éguilly im Südwesten und Gissey-le-Vieil im Westen.

## Bevölkerungsentwicklung
| Jahr                       | 1962 | 1968 | 1975 | 1982 | 1990 | 1999 | 2008 | 2017 |
| -------------------------- | ---- | ---- | ---- | ---- | ---- | ---- | ---- | ---- |
| Einwohner                  | 153  | 128  | 121  | 108  | 104  | 102  | 132  | 153  |
| Quellen: Cassini und INSEE |      |      |      |      |      |      |      |      |

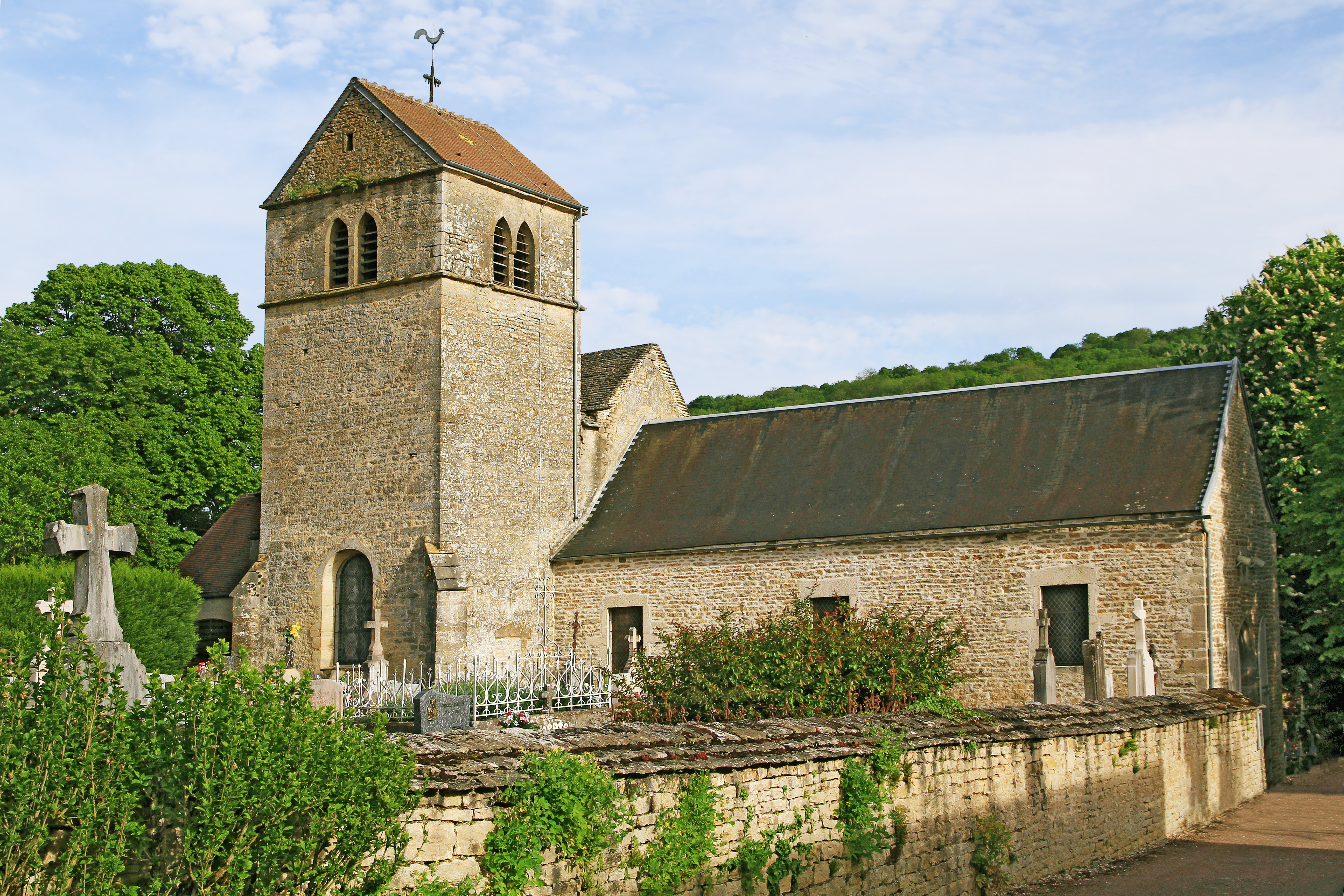
Kirche La Nativité
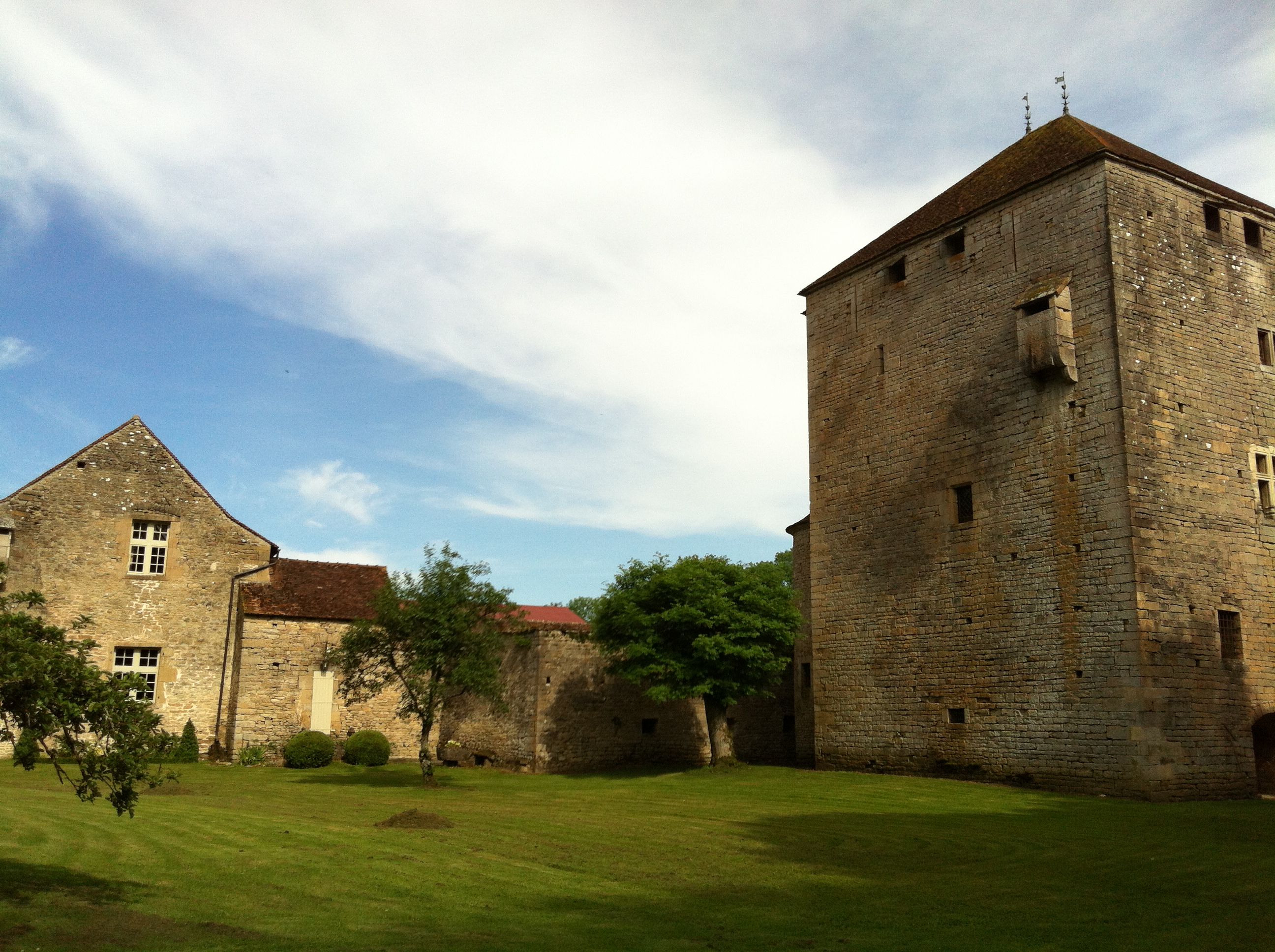
Schloss